# Puyvert
Puyvert est une commune française située dans le département de Vaucluse, en région Provence-Alpes-Côte d’Azur.

## Géographie

### Accès
On y accède, depuis Lourmarin à l'est, par la route départementale 27 qui traverse la commune sur un axe est-ouest au sud du bourg, puis la route départementale 118.
Les routes départementales 59 et 139 passent aussi sur la commune, au sud du bourg.
Une voie ferrée traverse la commune sur un axe est-ouest dans la plaine située au sud du village.
L'autoroute la plus proche est l'A7.

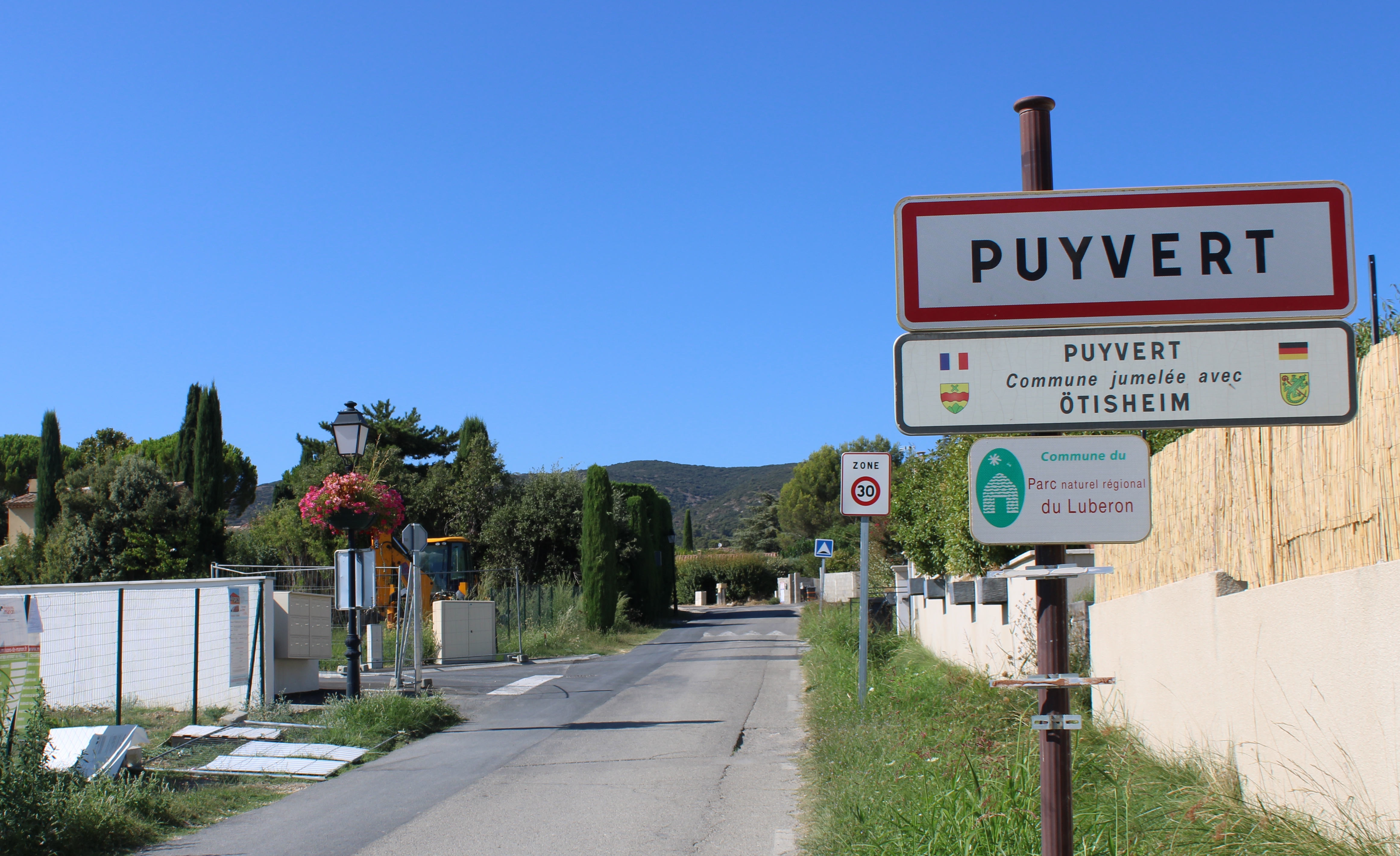
Entrée du village.

### Communes limitrophes

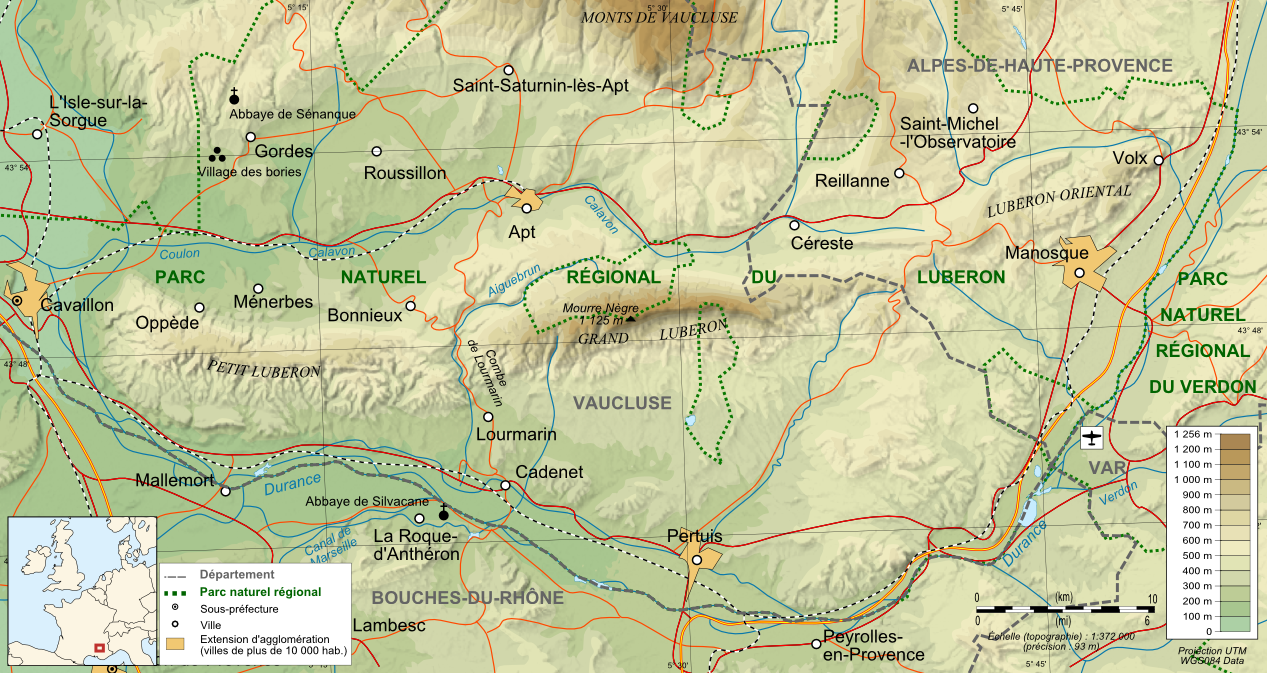
Le territoire du parc naturel régional du Luberon.

Puyvert fait partie de l'aire urbaine de Cadenet.
| Lacoste, Ménerbes | Bonnieux | Vaugines  |
| Puget             | Puyvert  | Lourmarin |
| Lauris            |          | Cadenet   |

### Relief et géologie
La commune est située entre, au nord, le flanc sud du massif du Luberon où se trouve le point le plus haut et, au sud, la vallée de la Durance où se trouve le point le plus bas.
Le massif du Luberon est un massif montagneux formé de terrains du secondaire (crétacé inférieur) et la plaine de la Durance est une plaine alluvionnaire.

### Hydrographie
Le ruisseau de Laval coule vers le sud depuis le massif du Luberon.

### Sismicité
Les cantons de Bonnieux, Apt, Cadenet, Cavaillon, et Pertuis sont classés en zone Ib (risque faible). Tous les autres cantons du département de Vaucluse sont classés en zone Ia (risque très faible). Ce zonage correspond à une sismicité ne se traduisant qu'exceptionnellement par la destruction de bâtiments.

### Climat
Pour des articles plus généraux, voir Climat de Provence-Alpes-Côte d'Azur et Climat de Vaucluse.
En 2010, le climat de la commune est de type climat méditerranéen franc, selon une étude du Centre national de la recherche scientifique s'appuyant sur une série de données couvrant la période 1971-2000. En 2020, Météo-France publie une typologie des climats de la France métropolitaine dans laquelle la commune est exposée à un climat méditerranéen et est dans la région climatique  Provence, Languedoc-Roussillon, caractérisée par une pluviométrie faible en été, un très bon ensoleillement (2 600 h/an), un été chaud (21,5 °C), un air très sec en été, sec en toutes saisons, des vents forts (fréquence de 40 à 50 % de vents > 5 m/s) et peu de brouillards. 
Pour la période 1971-2000, la température annuelle moyenne est de 13,6 °C, avec une amplitude thermique annuelle de 17,1 °C. Le cumul annuel moyen de précipitations est de 690 mm, avec 5,8 jours de précipitations en janvier et 2,6 jours en juillet. Pour la période 1991-2020, la température moyenne annuelle observée sur la station météorologique de Météo-France la plus proche, « Cadenet », sur la commune de Cadenet à 4 km à vol d'oiseau, est de 14,4 °C et le cumul annuel moyen de précipitations est de 703,0 mm. 
La température maximale relevée sur cette station est de 44,3 °C, atteinte le 28 juin 2019 ; la température minimale est de −12,7 °C, atteinte le 12 février 2012,,. 
Les paramètres climatiques de la commune ont été estimés pour le milieu du siècle (2041-2070) selon différents scénarios d'émission de gaz à effet de serre à partir des nouvelles projections climatiques de référence DRIAS-2020. Ils sont consultables sur un site dédié publié par Météo-France en novembre 2022.

### Transports
Puyvert est desservie par trois lignes de car Trans-Vaucluse : la ligne no 8 : Cavaillon - Pertuis, la ligne no 9-1 Apt-Aix-en-Provence et la ligne no 9-2 : Pertuis - Puyvert.

## Urbanisme

### Typologie
Au 1er janvier 2024, Puyvert est catégorisée commune rurale à habitat dispersé, selon la nouvelle grille communale de densité à sept niveaux définie par l'Insee en 2022.
Elle appartient à l'unité urbaine de Cadenet, une agglomération intra-départementale regroupant cinq  communes, dont elle est une commune de la banlieue,,. Par ailleurs la commune fait partie de l'aire d'attraction de Marseille - Aix-en-Provence, dont elle est une commune de la couronne,. Cette aire, qui regroupe 115 communes, est catégorisée dans les aires de 700 000 habitants ou plus (hors Paris),.

### Occupation des sols
L'occupation des sols de la commune, telle qu'elle ressort de la base de données européenne d’occupation biophysique des sols Corine Land Cover (CLC), est marquée par l'importance des territoires agricoles (72,1 % en 2018), en diminution par rapport à 1990 (77 %). La répartition détaillée en 2018 est la suivante : 
zones agricoles hétérogènes (44,6 %), forêts (20,6 %), terres arables (16,8 %), cultures permanentes (10,8 %), espaces ouverts, sans ou avec peu de végétation (3,9 %), zones urbanisées (3,3 %). L'évolution de l’occupation des sols de la commune et de ses infrastructures peut être observée sur les différentes représentations cartographiques du territoire : la carte de Cassini (XVIIIe siècle), la carte d'état-major (1820-1866) et les cartes ou photos aériennes de l'IGN pour la période actuelle (1950 à aujourd'hui).

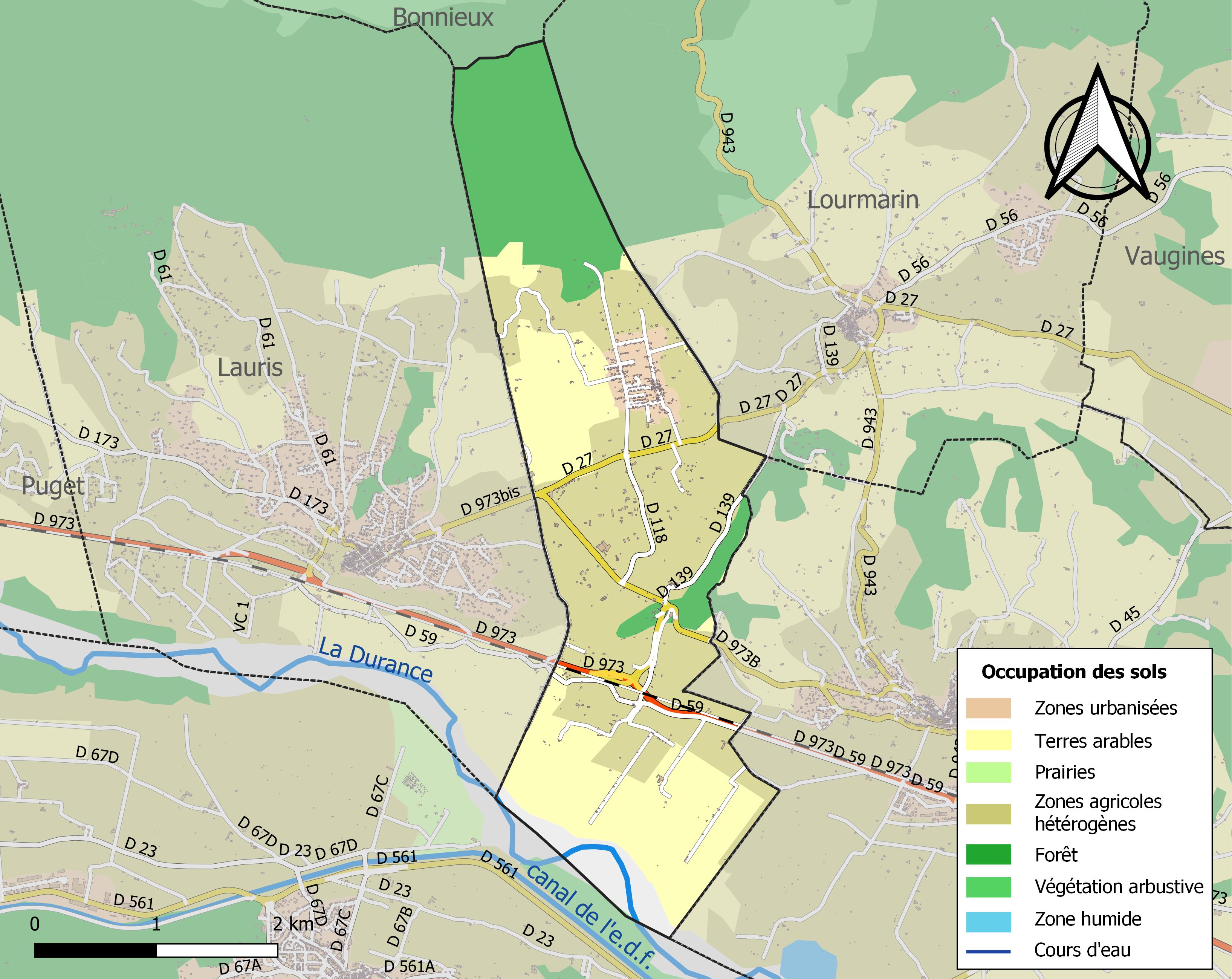
Carte des infrastructures et de l'occupation des sols de la commune en 2018 (CLC).

## Toponymie
La forme la plus ancienne est Podio Viridi, attestée en 1300. Ce toponyme suggère sa traduction actuelle en puy vert.

## Histoire

### Préhistoire et Antiquité

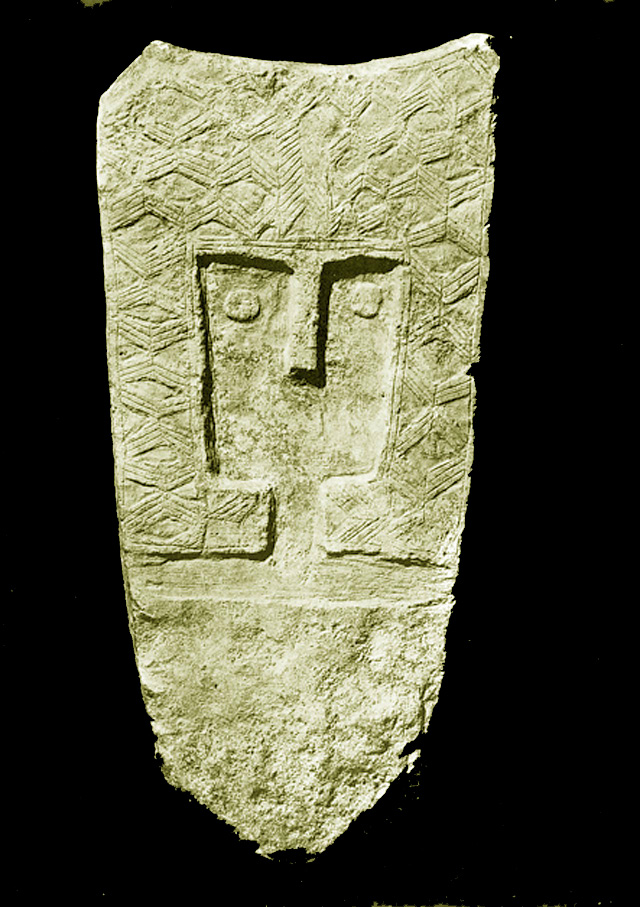
Stèle de Lauris, découverte à Puyvert.

C’est dans cette commune, au quartier de Lombarde, qu’ont été découvertes les stèles anthropomorphes dites « de Lauris ». Elles sont le témoignage d’une importante activité agricole sur les rives de la Durance au cours du quatrième millénaire avant notre ère.

### Moyen Âge
Dès le haut Moyen Âge, ce terroir agricole fut la propriété des bénédictins de l’abbaye Saint-André de Villeneuve-lès-Avignon. À la fin du XIe siècle, ils y installèrent la priorale de Saint-Pierre de Méjean (Sancti Petri de Medianis), qui resta leur propriété jusqu’au XVe siècle, et qui eut le pas sur leurs douze autres prieurés implantés dans le Luberon. Les fresques du XIIe siècle qui l’ornaient sont maintenant dans un musée suisse. L’église paroissiale fut également leur propriété au XIVe siècle.
Puyvert est dans la première moitié du XIe siècle le plus ancien témoin, à propos du troubadour Pierre d'Auvergne qui s'y est retiré en 1047, de fêtes aux flambeaux et de joutes poétiques qui préfigurent les jeux floraux.
Le fief de Puyvert relevait du comté de Forcalquier au XIIe siècle. Lorsque ce comté perd son indépendance en 1209, à la mort de Guillaume II, un de ses neveux, Guillaume de Sabran tente de le relever. Après une lutte de dix ans, il passe un accord à Meyrargues le 29 juin 1220 avec Raimond Bérenger IV, comte de Provence et lui aussi héritier du comté de Forcalquier. Par cet accord, la moitié sud du comté, dont Puyvert, lui est donnée, et en fait partie jusqu'à sa mort, vers 1250.
Le premier seigneur civil est Raymond de Puyvert au début du XIVe siècle et un acte cite : de Podio Veridi en 1300. À sa mort en 1323, son fief passe à son épouse Bérangère et vers 1350, leur fille, Doulciane de Puyvert, veuve de Guillaume de Villemus, en rend hommage à la reine Jeanne.
Cette seigneurie, qui dépend de la viguerie d’Apt, passe au XVe siècle aux Oraison de Cadenet. Un premier acte d’habitation fut probablement passé à cette époque avec des Vaudois pour mettre en valeur les terres abandonnées.

### Renaissance
Les Vaudois ne furent pas épargnés en 1545 par les troupes du Parlement d'Aix sous la conduite des sinistres Jean Maynier baron d’Oppède, et Paulin de La Garde. Les ruines du village vaudois se trouvent toujours à la Gardette, colline dominant l'Aigue-Brun. La base de celle-ci, creusée par plusieurs grottes, a dû servir d’habitation rupestre. Une des tours de défense a été aménagée en pigeonnier.

### Période moderne
Un second acte d'habitation daté du 27 juin 1626 permit au vicomte de Cadenet, marquis d’Oraison, de faire revivre sa seigneurie sur l'emplacement de l'actuel village.

### Période contemporaine
Les archives municipales gardent trace d’une délibération du conseil municipal après le coup d’État du 2 décembre 1851 ; les édiles y déclarent : « Le conseil a été unanime que le rétablissement de l’Empire Français sous le nom de Louis Napoléon Bonaparte est indispensable et il prie l’autorité supérieure d’accepter cette proposition ».
En 1932, le peintre Pierre Girieud a entrepris la décoration de l’église romane du vieux village. Il y a réalisé une série mythologique mettant en scène Eurydice, Psyché, Ariane et Bacchus.

## Politique et administration

### Liste des maires

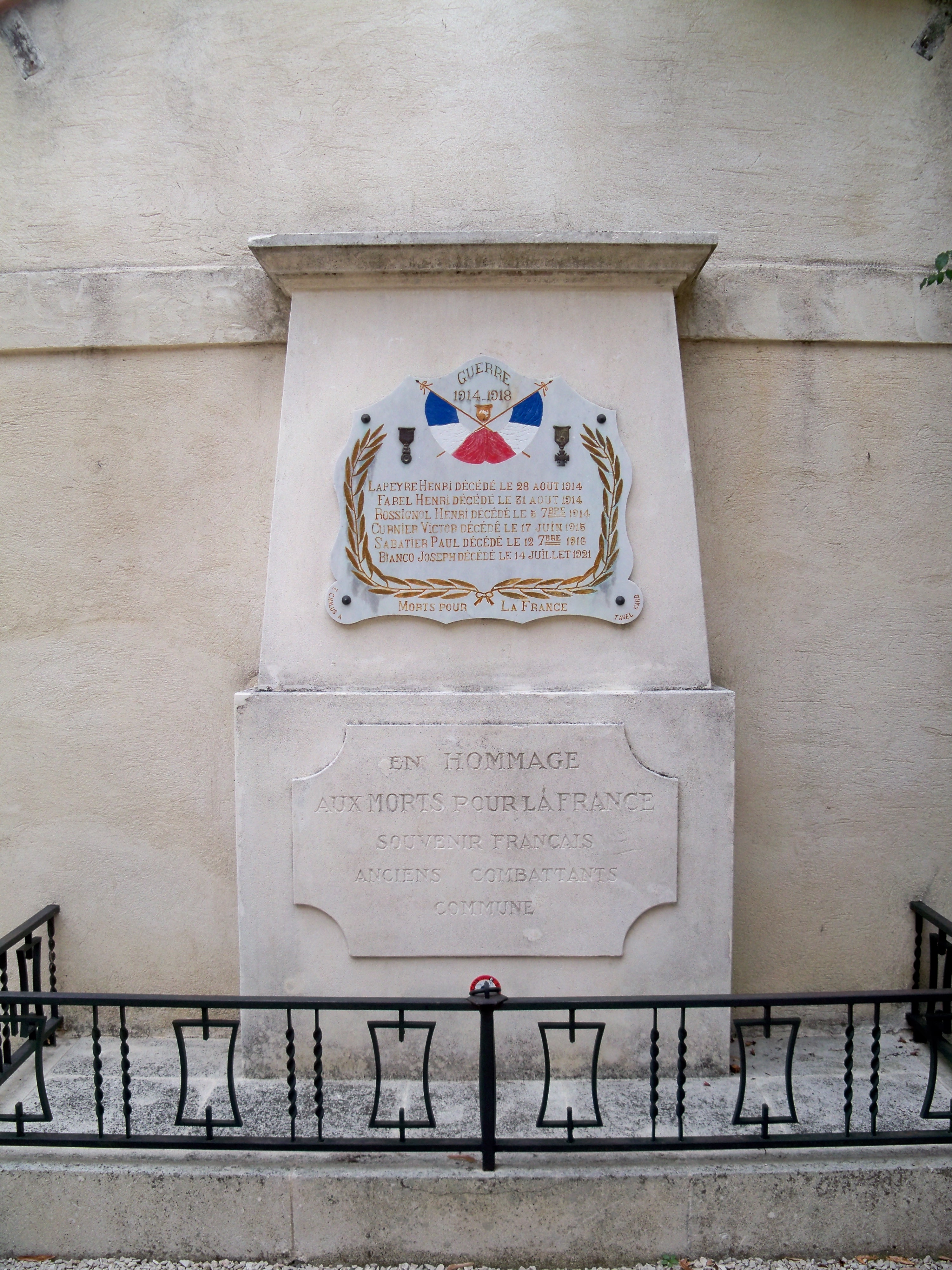
Le monument aux morts situé dans la cour de la mairie.

| Période                                  | Période          | Identité           | Étiquette | Qualité |
| ---------------------------------------- | ---------------- | ------------------ | --------- | ------- |
| ?                                        | 1940 (suspendu)  | Félix Icard        | ?         |         |
| mars 2001                                | 2017 (démission) | Sébastien Vincenti | UMP-LR    |         |
| 2017                                     | En cours         | Sylvie Grégoire    | UMP-LR    |         |
| Les données manquantes sont à compléter. |                  |                    |           |         |

### Instances administratives et juridiciaires
Puyvert est une des neuf communes du canton de Cadenet qui totalise 17 278 habitants en 2008. Le canton fait partie de l'arrondissement d'Apt depuis 1801 (sauf de 1926 à 1933 où ce fut Cavaillon) et de la deuxième circonscription de Vaucluse. Puyvert fait partie du canton de Cadenet depuis 1793.
Puyvert fait partie de la juridiction d’instance d’Apt, mais du greffe détaché Pertuis, et de grande instance, de prud'homale, de commerce et d'affaires de Sécurité sociale d’Avignon.

### Politique environnementale

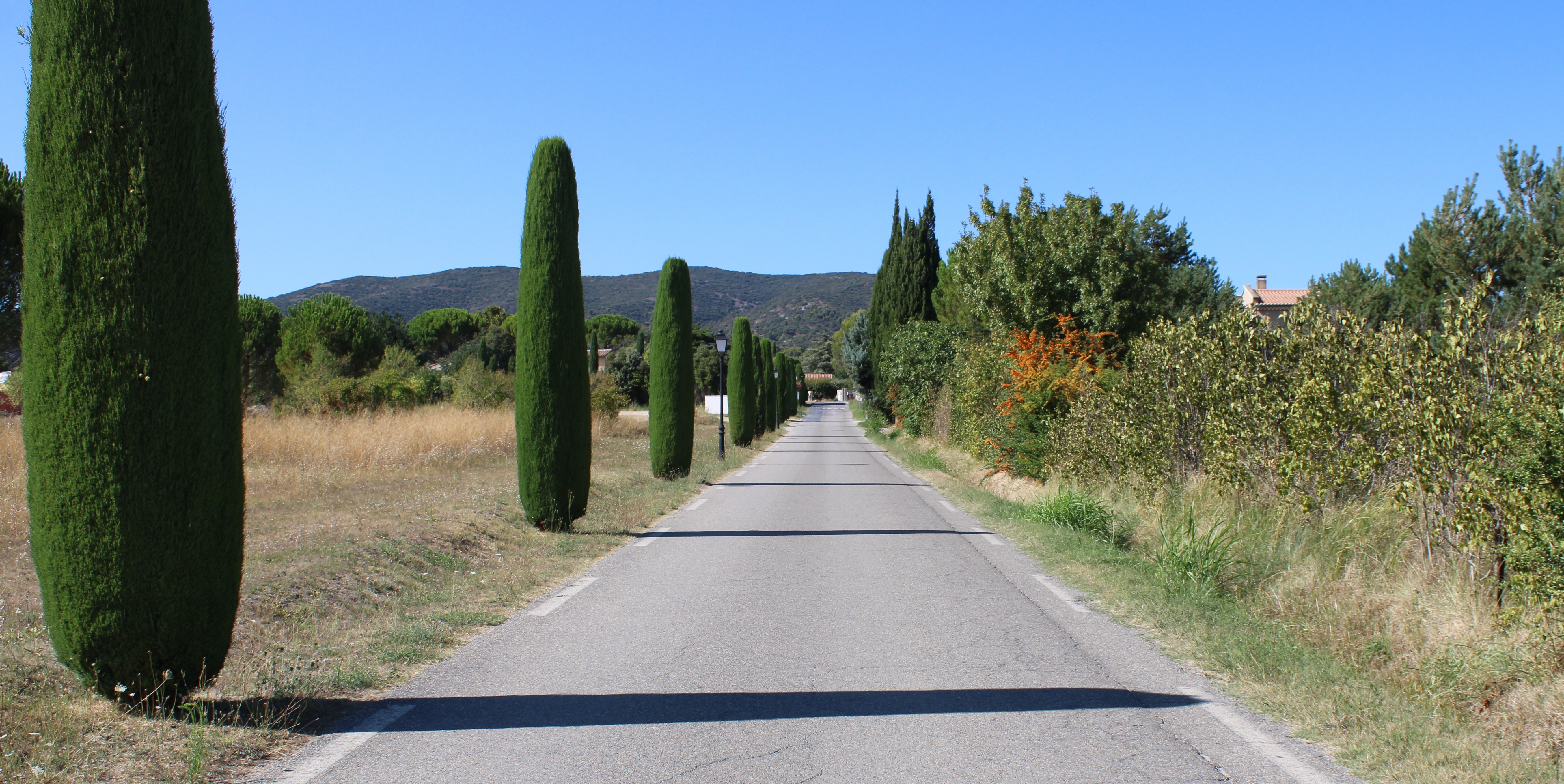
Route bordée de cyprès menant au village.

Deux déchèteries sur la communauté de communes des Portes du Luberon (à Lauris et Vaugines) ainsi que deux points spécialisés (pour les branchages, le site de Puget, et pour les gravats, celui de Puyvert).
Points d'apport volontaire pour le verre, les journaux et les emballages.
La commune fait partie du syndicat intercommunal à vocations multiples (SIVOM) Durance-Luberon qui est un établissement public de coopération intercommunale (EPCI) qui regroupe 21 communes des 23 communes (Lourmarin et Vaugines n'en font pas partie) des deux cantons de Pertuis et de Cadenet a pour compétence la distribution de l'eau et l'assainissement. Il a été créé en 1989 par transformation du syndicat intercommunal créé en 1946 mais qui n'avait comme compétence que la distribution de l'eau. Il comprend 42 membres (deux par commune). Son président est Maurice Lovisolo (vice-président du conseil général de Vaucluse). Le prix de l'assainissement est variable dans chaque commune (à cause de la surtaxe communale) alors que celui de l'eau est identique.

### Fiscalité locale
| Taxe                                                | Part communale | Part intercommunale | Part départementale | Part régionale |
| --------------------------------------------------- | -------------- | ------------------- | ------------------- | -------------- |
| Taxe d'habitation (TH)                              | 5,94 %         | 0,40 %              | 7,55 %              | 0,00 %         |
| Taxe foncière sur les propriétés bâties (TFPB)      | 7,99 %         | 0,51 %              | 10,20 %             | 2,36 %         |
| Taxe foncière sur les propriétés non bâties (TFPNB) | 17,45 %        | 1,58 %              | 28,96 %             | 8,85 %         |
| Taxe professionnelle (TP)                           | 14,76 %*       | 0,83 %              | 13,00 %             | 3,84 %         |

La part régionale de la taxe d'habitation n'est pas applicable.
La taxe professionnelle est remplacée en 2010 par la cotisation foncière des entreprises (CFE) portant sur la valeur locative des biens immobiliers et par la contribution sur la valeur ajoutée des entreprises (CVAE) (les deux formant la contribution économique territoriale (CET) qui est un impôt local instauré par la loi de finances pour 2010).

## Population et société

### Démographie

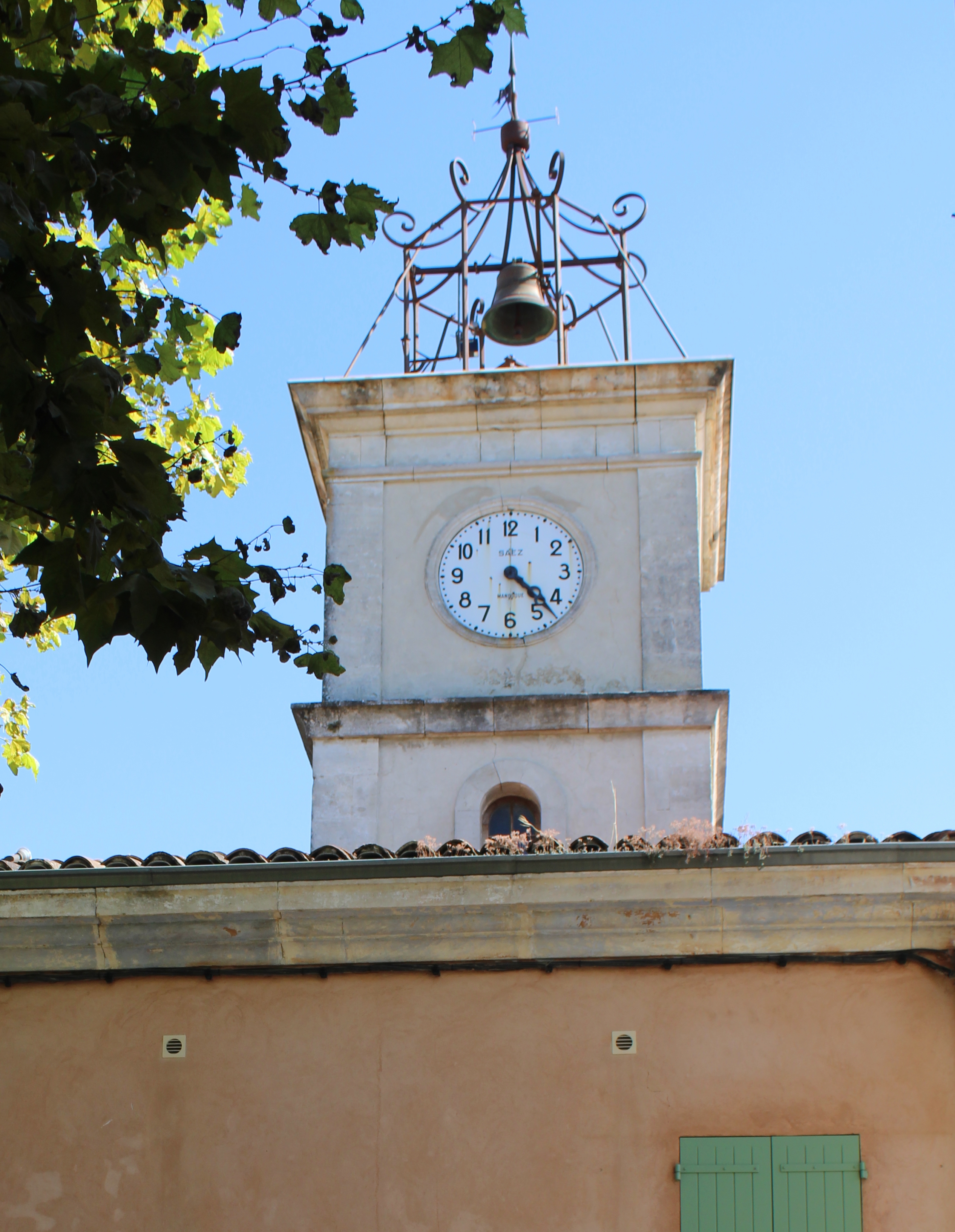
Le campanile de la mairie.

Le recensement de 1826, qui ne serait qu'une réactualisation de celui de 1821, n'a pas été retenu.

Le recensement de 1871 a été, pour cause de guerre, repoussé à l'année 1872.

Le recensement de 1941, réalisé selon des instructions différentes, ne peut être qualifié de recensement général, et n'a donné lieu à aucune publication officielle.

Les résultats provisoires du recensement par sondage annuel réalisé en 2004, 2005 et 2006 selon les communes sont tous, par convention, affichés à 2006.
L'évolution du nombre d'habitants est connue à travers les recensements de la population effectués dans la commune depuis 1793. Pour les communes de moins de 10 000 habitants, une enquête de recensement portant sur toute la population est réalisée tous les cinq ans, les populations de référence des années intermédiaires étant quant à elles estimées par interpolation ou extrapolation. Pour la commune, le premier recensement exhaustif entrant dans le cadre du nouveau dispositif a été réalisé en 2008.

En 2022, la commune comptait 842 habitants, en évolution de +3,06 % par rapport à 2016 (Vaucluse : +1,73 %, France hors Mayotte : +2,11 %).
| 1793 | 1800 | 1806 | 1821 | 1831 | 1836 | 1841 | 1846 | 1851 |
| ---- | ---- | ---- | ---- | ---- | ---- | ---- | ---- | ---- |
| 116  | 124  | 146  | 179  | 195  | 212  | 215  | 226  | 206  |

| 1856 | 1861 | 1866 | 1872 | 1876 | 1881 | 1886 | 1891 | 1896 |
| ---- | ---- | ---- | ---- | ---- | ---- | ---- | ---- | ---- |
| 204  | 210  | 225  | 235  | 205  | 223  | 211  | 242  | 233  |

| 1901 | 1906 | 1911 | 1921 | 1926 | 1931 | 1936 | 1946 | 1954 |
| ---- | ---- | ---- | ---- | ---- | ---- | ---- | ---- | ---- |
| 215  | 217  | 205  | 181  | 181  | 180  | 180  | 174  | 187  |

| 1962 | 1968 | 1975 | 1982 | 1990 | 1999 | 2006 | 2008 | 2013 |
| ---- | ---- | ---- | ---- | ---- | ---- | ---- | ---- | ---- |
| 152  | 163  | 232  | 297  | 434  | 541  | 691  | 731  | 793  |

| 2018 | 2022 | - | - | - | - | - | - | - |
| ---- | ---- | - | - | - | - | - | - | - |
| 817  | 842  | - | - | - | - | - | - | - |

### Enseignement
La commune dispose d’une école primaire publique Pierre Monier, les élèves sont ensuite dirigés vers le collège Le Luberon à Cadenet,, puis le lycée Val-de-Durance à Pertuis (enseignement général) ou lycée Alexandre-Dumas à Cavaillon soit lycée Alphonse-Benoit à L'Isle-sur-la-Sorgue (enseignements techniques).

### Sports
La commune possède une salle de fitness, l'Ener Gym Puyvert.

### Santé
La commune possède un médecin. Pharmacies les plus proches à Cadenet (au sud-est) et à Lauris (au sud-ouest). Les hôpitaux les plus proches sont Salon-de-Provence, Apt et Pertuis distants d'une vingtaine de kilomètres.

### Services publics

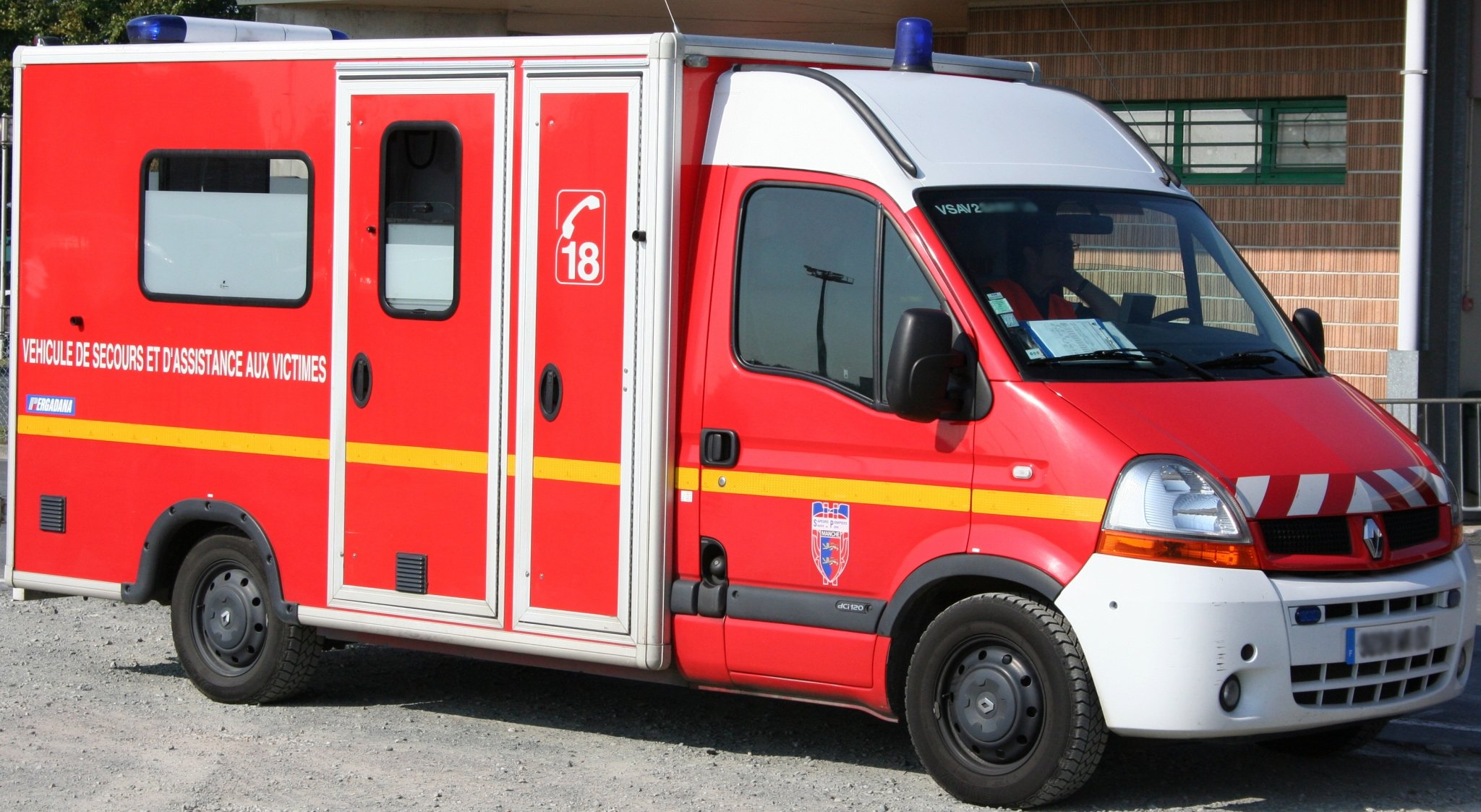
Véhicule de secours et d'assistance aux victimes.

#### Service postal
Une boite aux lettres se trouve au centre du village avec des relevés journaliers.

#### Centre de secours
La commune dépend du centre de secours principal ultra-moderne de Pertuis qui couvre les cantons de Pertuis et de Cadenet, ce qui représente 51 617 hectares dont 21 028 hectares de forêts. Ce centre a été inauguré le 2 décembre 1991. Pour accomplir leurs missions les pompiers de Pertuis disposent de 31 véhicules pour l'aide aux personnes.

#### Centre médico-social
Le centre médico-social (CMS) de Pertuis (dont la notion juridique correspond à une définition précise donnée à l'article L. 312-1, I du Code de l'action sociale et des familles) a pour mission : la lutte contre les exclusions, la Protection Maternelle et Infantile (PMI) et la protection de l’enfance (ASE), l’aide aux personnes âgées et handicapées, la prévention sanitaire et les actions de santé. Le CMS de Pertuis reçoit les habitants des communes : Ansouis, Beaumont-de-Pertuis, Cabrières-d'Aigues, Cadenet, Cucuron, Grambois, La Bastide-des-Jourdans, La Bastidonne, La Motte-d'Aigues, La Tour-d'Aigues, Lauris, Lourmarin, Mérindol, Mirabeau, Pertuis, Peypin-d'Aigues, Puget, Puyvert, Saint-Martin-de-la-Brasque, Sannes, Vaugines, Villelaure, Vitrolles-en-Luberon. Le CMS de Pertuis est un des 15 CMS de Vaucluse qui a le plus de communes dépendantes avec celui de Carpentras et celui d'Apt.

## Économie

### Agriculture
La commune produit des vins AOC luberon (AOC). Les vins qui ne sont pas en appellation d’origine contrôlée peuvent revendiquer, après agrément, le label vin de pays d'Aigues.

### Tourisme
Comme l'ensemble des communes du Luberon, le tourisme joue un rôle, direct ou indirect, dans l'économie locale.
On peut considérer trois principales sortes de tourisme en Luberon. Tout d'abord, le tourisme historique et culturel qui s'appuie sur un patrimoine riche des villages perchés ou sur des festivals. Ensuite, le tourisme de détente qui se traduit par un important développement des chambres d'hôtes, de l'hôtellerie et de la location saisonnière, par une concentration importante de piscines et par des animations comme des marchés provençaux. Enfin, le tourisme vert qui profite des nombreux chemins de randonnées et du cadre protégé qu'offrent le Luberon et ses environs.

## Culture locale et patrimoine

### Lieux et monuments

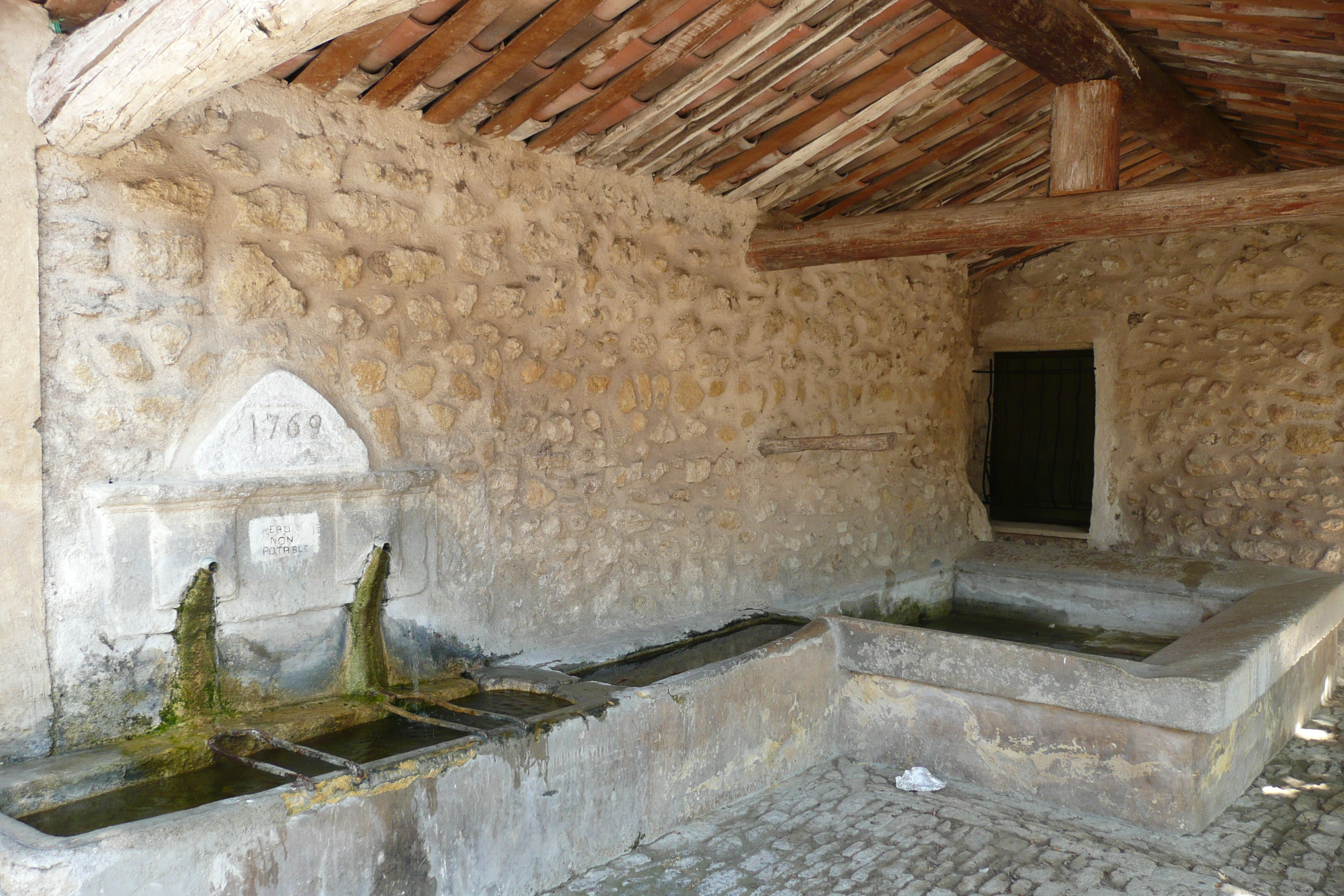
Le lavoir de Puyvert.

- Le pigeonnier : unique vestige d'un ancien château du XIVe siècle situé sur la colline du Jas de Puyvert, il fut déchu au XVIIIe avec le droit de pigeonnier, privilège des seigneurs féodaux. On trouve à l’intérieur de ce pigeonnier 3 000 boulins en terre cuite vernissée de quatre couleurs différentes liés au mur par du plâtre. Il a été intégralement restauré par le parc naturel régional du Luberon.
- Le lavoir troglodytique.
- Église Notre-Dame (privé).
- Prieuré Saint-Pierre de Méjean[42].
- Habitats troglodytiques (privé).
- La Plumeautière.

### Héraldique
|  | Les armes peuvent se blasonner ainsi : D'or à la fasce ondée de gueules, accompagnée en chef d'un flanchis de sinople et en pointe d'une montagne de trois coupeaux du même. |